# Excitation sexuelle
 (novembre 2015).
Si vous disposez d'ouvrages ou d'articles de référence ou si vous connaissez des sites web de qualité traitant du thème abordé ici, merci de compléter l'article en donnant les références utiles à sa vérifiabilité et en les liant à la section « Notes et références ».

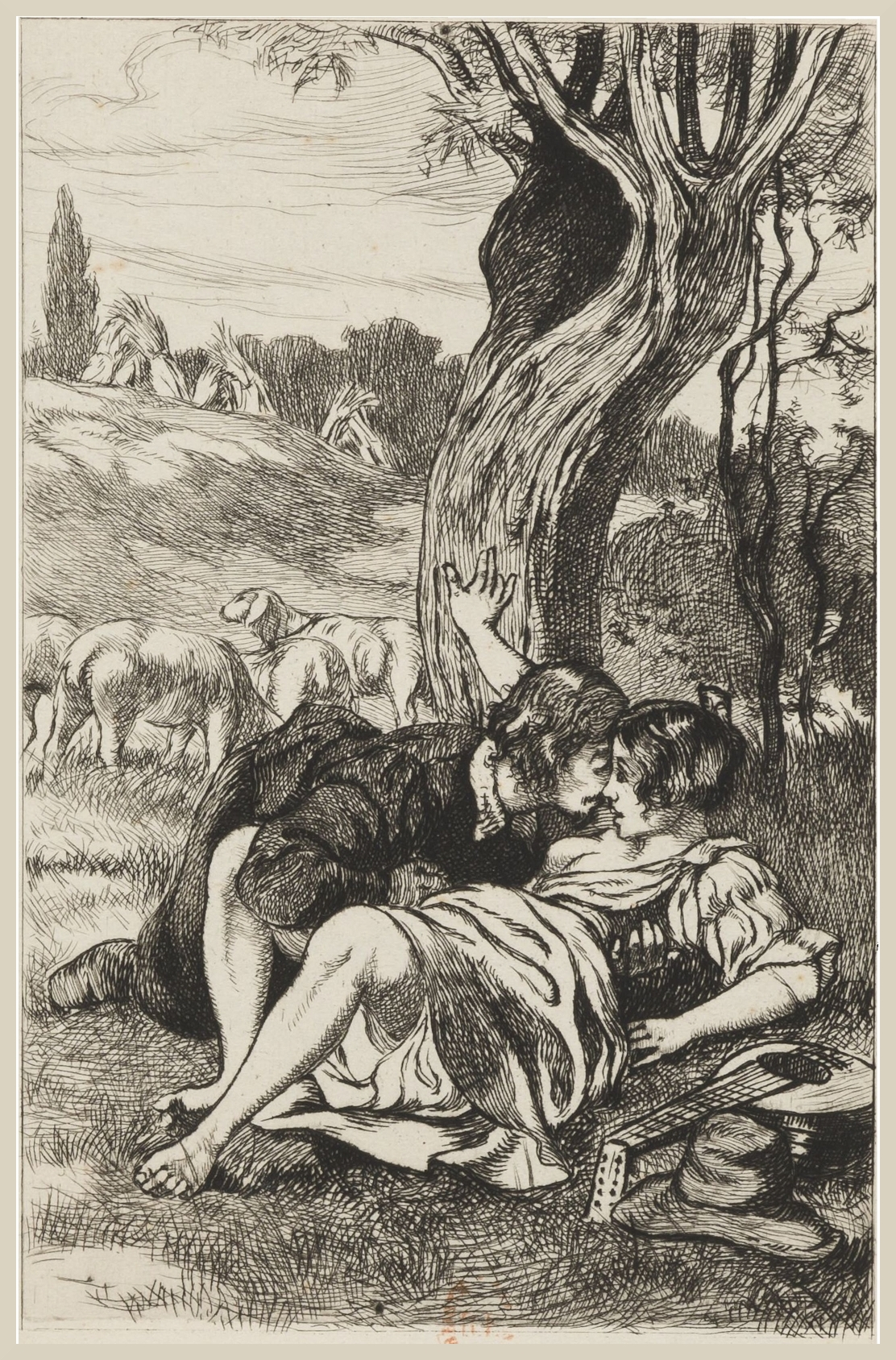
Illustration tirée de L'Histoire de Francion par Martin Van Maele (1925).

Une excitation sexuelle est une stimulation du désir sexuel
chez un être vivant, humain ou pas, avant ou pendant un acte sexuel. Les actions physiques qui amènent cette stimulation — ou, chez les humains, leur évocation mentale — sont appelées stimuli érotiques[réf. souhaitée]. L'excitation sexuelle amène souvent, chez l'humain ou l'animal, des changements physiologiques, plus ou moins perceptibles par tout autre.
Elle peut conduire à un acte sexuel ou pas, et à un orgasme ou pas.

## Chez les humains
Selon la situation, un individu peut être sexuellement excité par une variété de facteurs aussi bien physiques que mentaux. Un être humain peut être sexuellement excité par une personne ou les aspects particuliers d'une personne ou par des objets. La stimulation physique d'une zone érogène ou des actes de préliminaires peuvent entrainer une excitation, spécialement si elle est accompagnée par une anticipation d'une activité sexuelle imminente. L'excitation sexuelle peut être accompagnée par une romance, musique ou autres situations romantiques et excitantes. Les stimuli potentiels de l'excitation sexuelle varient de personne en personne, et d'une période à une autre, selon l'intensité de l'excitation. Les stimuli sont généralement classifiés d'après les sens impliqués : somatosensoriels (toucher), visuels, et olfactifs (parfum). Les stimuli sonores sont également possibles, bien qu'ils soient généralement considérés comme ayant un rôle secondaire à la différence des trois sens précédemment mentionnés.
Les stimuli érotiques qui causent l'excitation sexuelle peuvent inclure la conversation, la lecture, les films ou images, odeurs et toute autre chose ayant la possibilité de générer des pensées et souvenirs érotiques. Dans ce contexte, cela peut conduire au contact physique entre individus, incluant baisers, câlins, et caresses des zones érogènes. Ces zones érogènes, telles que les seins, les mamelons, les fesses et/ou les parties génitales, peuvent produire des sensations de plaisirs et provoquer une excitation sexuelle qui peut mener jusqu'à un rapport sexuel.
Les stimuli érotiques peuvent également provenir d'une autre source provoquant un intérêt sexuel. Par exemple, certains individus peuvent trouver la nudité, l'érotisme ou la pornographie sexuellement attirants, ce qui peut générer un intérêt sexuel généralisé qui peut satisfaire les relations sexuelles. Lorsque l'excitation sexuelle est classifiée sous la dépendance et/ou l'utilisation d'un objet, elle se réfère en tant que fétichisme sexuel, ou dans certaines circonstances, une paraphilie. Un individu peut être impliqué dans une activité sexuelle sans être sexuellement excité.

### Changements physiologiques
L'excitation sexuelle cause différents changements physiques, les plus visibles étant au niveau des organes génitaux. L'excitation sexuelle chez l'homme est habituellement indiquée par le gonflement et l'érection du pénis lorsque le sang afflue dans les corps caverneux. C'est habituellement le signe notable de l'excitation sexuelle chez les hommes. Chez les femmes, l'excitation sexuelle conduit souvent à une augmentation des sécrétions vaginales et à une tumescence des parties génitales externes, en particulier celle du clitoris.
| Chez les femmes | Chez les hommes |
| --- | --- |
| Excitation sexuelle féminine. Sur l'image de gauche, les parties génitales restent normales. Sur l'image de droite, elle est sexuellement excitée, la vulve est humide et les lèvres sont légèrement engorgées. - Érection des mamelons - Sécrétion vaginale - Tumescence du clitoris - Vasocongestion des parois vaginales - Rougissement des lèvres vaginales - Changement dans la forme, couleur et taille des grandes lèvres et des petites lèvres - Dilatation de la pupille | Excitation sexuelle masculine. Sur l'image de gauche, les parties génitales sont au repos ; sur l'image de droite, l'excitation sexuelle est perçue lorsque le pénis est en érection. - Gonflement et érection péniens - Apparition d'un fluide de pré-éjaculation - Rétraction du scrotum - Rétraction du prépuce - Ascension des testicules - Augmentation du diamètre des testicules - Dilatation de la pupille |

Ces modifications physiologiques permettent et facilitent la pénétration vaginale du pénis.

#### Chez la femme
Sur le plan physique, l'excitation sexuelle féminine est habituellement caractérisée par :
- une érection des mamelons, un gonflement des seins et une tumescence de l'aréole des seins, trois réactions qui diminuent après 60 ans (l'érection du mamelon disparaît même)[2] ;
- des changements cutanés, avec rougeur de la région épigastrique et de la poitrine chez 75% des femmes à peau claire avant 40 ans, et plus rare avec l'âge ensuite[2] ; La muqueuse vulvaire passe du rose au rouge bourgogne au fur et à mesure que l'orgasme approche (réaction moins visible avec l'âge)[2] ;
- des sécrétions vulvaires (plus ou moins selon les femmes, l'âge et selon le contexte) ;
- un gonflement et engorgement des parties génitales externes (vulve, grande lèvres, petites lèvres), phénomène qui diminue avec l'âge[2] ;
- une tumescence du gland du clitoris (sa longueur et son diamètre augmentent) et de tout le système clitoridien ; elle commence avec un afflux sanguin dans les piliers, qui se propage ensuite au corps du clitoris et au gland[3], lequel a alors une sensibilité exacerbée, au risque d'être irritable[4]. Physiologiquement, il reste théoriquement érogène quel que soit l'âge[2] ;
- une congestion, expansion, allongement (de 1 cm environ), élargissement et mouvements péristaltiques du vagin. La congestion du tiers externe du vagin est telle qu'elle entraîne une diminution du tiers de la lumière (partie libre) du vagin[2] ;
- une lubrification du vagin (corrélée au degré d'excitation sexuelle) ; il s'agit d'une transudation qui se fait au travers des plis du vagin, secondaire à une vasodilatation du plexus veineux périvaginal. L'augmentation des sécrétions vaginales résulte d'un afflux de sang qui sature indirectement la capacité de réabsorption de la surface épithéliale[2]. La quantité de gelée lubrifiante ainsi produite diminue avec l'âge et est produite moins rapidement (délai passant de 10 à 30 secondes chez la jeune femme à 1 à 3 minutes chez la femme âgée)[2] ;
- un changement de couleur de la muqueuse vaginale, qui passe du rose au pourpre 10 à 30 secondes après le début de tout stimulus sexuel [5],[6], avec un allongement et une distension des deux tiers internes du vagin (au-dessus du col de l'utérus) à mesure que la tension sexuelle augmente[2] ;
- élévation de l'utérus et sécrétion au niveau de l'endocol (qui disparait chez la femme âgée)[2].

Ces processus s'accompagnent d'une modification des positions relatives du vagin et de l'utérus.
Ces réactions sont des réponses pouvant être induites tant par des stimuli visuels et psychiques (imagination, fantasmes sexuels…), que physiques et somatiques ; le degré de sensibilité aux stimulations tactiles du périnée ou du clitoris varie selon les femmes.
Lors d'une pénétration, l'excitation peut être accrue par une stimulation indirecte du clitoris via le vagin, et/ou par l'utilisation d'un lubrifiant anatomique.
Une plus grande durée des stimulations peut conduire à une plus grande sécrétion vaginale, un plus grand engorgement et gonflement du clitoris et de la vulve, et un rougissement ou noircissement de la peau dans certaines zones.
D'autres changements incluent une accélération du rythme cardiaque, une augmentation de la pression sanguine et des sensations de chaleur, la transpiration, des changements myotoniques (tremblements, contractions musculaires), des gémissements de plaisir qui peuvent conduire à l'orgasme ou à des séries d'orgasmes,.

#### Chez l'homme
Il est normal de corréler l'érection du pénis à l'excitation sexuelle masculine. La stimulation physique ou psychologique (ou les deux), conduit à une vasodilatation et à une forte pression sanguine dans les trois zones spongieuses situées sur la longueur du pénis (les deux corps caverneux et le corps spongieux). Le pénis grandit et s'élargit, la peau du scrotum est plus claire, et les testicules sont poussés contre le corps. Cependant, la relation entre érection et excitation reste différente. Certains hommes rapportent qu'ils n'ont pas forcément d'érection lorsqu'ils sont sexuellement excités. Inversement, l'érection chez l'homme peut survenir lors de son sommeil (tumescence pénienne nocturne) ou simplement à cause d'une vessie pleine. Un jeune homme peut ressentir assez d'excitation sexuelle pour avoir une érection survenue lors d'une simple pensée stimulante ou à la vue d'une personne. Une fois en érection, son pénis peut gagner assez de stimulation durant le contact avec l'intérieur de ses vêtements pour aboutir à une éjaculation. Enfin l'homme peut aussi avoir une érection en regardant des contenus pornographiques, sans forcément ressentir d'excitation.[réf. nécessaire]
Après l'orgasme et l'éjaculation, les hommes, comme les femmes, font habituellement l'expérience d'une période réfractaire caractérisée par une perte d'érection, d'une diminution du sexe, perte d'intérêt pour le sexe, et un sentiment de relâchement qui peut contribuer aux neurohormones ocytocine et prolactine. L'intensité et la durée de la période réfractaire peut être de courte durée.

### Réponses sexuelles humaines
Durant les années 1950 et 1960, William Masters et Virginia Johnson mènent d'importantes études sur la sexualité humaine. En 1966, ils détaillent quatre phases des réponses sexuelles humaines : excitation, en plateau, orgasme et résolution,.

## Chez les animaux
Bien que la sexualité humaine soit bien comprise, les scientifiques n'expliquent pas totalement les relations sexuelles animales. Cependant, certaines recherches suggèrent que certains animaux, comme chez les humains, apprécient les relations sexuelles qui ne sont pas limitées à la reproduction. Les dauphins et les bonobos, par exemple, sont des mammifères connus pour ce type de relation. Comme pour les humains et pour certains chimpanzés, les dauphins utilisent le sexe pour des raisons autres que la procréation. Le sexe est, aussi fréquemment que familièrement, un outil social utilisé pour renforcer et maintenir un équilibre. Les éthologistes se sont longuement documentés sur les relations sexuelles pour promouvoir la cohésion des groupes sociaux chez les animaux.